# Чериана
Чериа̀на (на италиански: Ceriana; на лигурски: Çeriana, Цериана) е село и община в Северна Италия, провинция Империя, регион Лигурия. Разположено е на 369 m надморска височина. Населението на общината е 1256 души (към 2011 г.).